# Gjøvdal
Gjøvdal est un village, une ancienne commune de Norvège et une vallée située dans la kommune d'Åmli, comté d'Agder.
Gjøvdal, qui est situé à 4 km au nord du village d'Åmli, fut intégré à la commune en 1960.
Le village compte 175 habitants.